# Rostropsylla daca
Rostropsylla daca är en loppart som först beskrevs av Jordan et Rothschild 1911.  Rostropsylla daca ingår i släktet Rostropsylla och familjen fågelloppor. Inga underarter finns listade i Catalogue of Life.